# شارع عباس العقاد

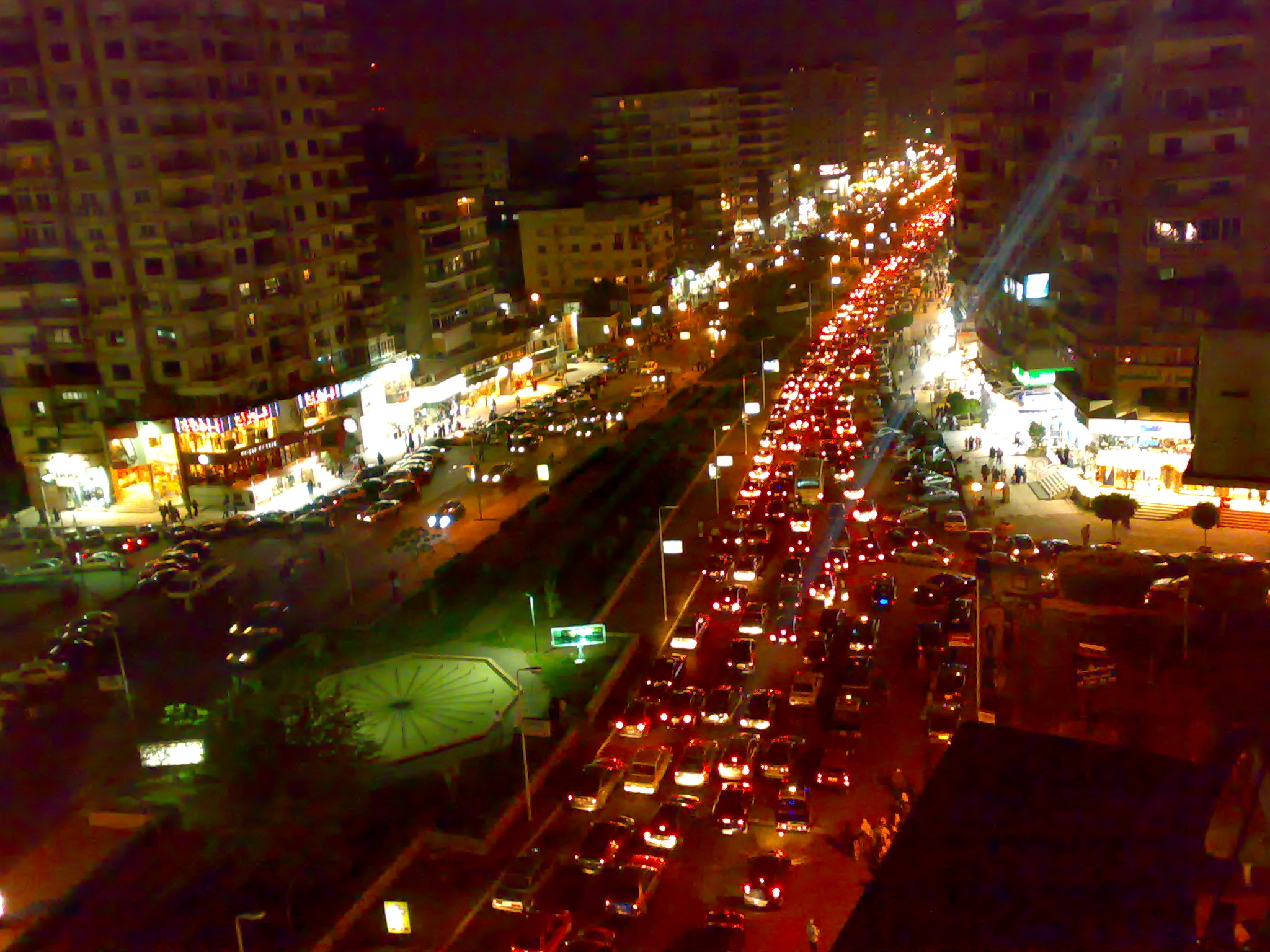
شارع عباس العقاد ليلا

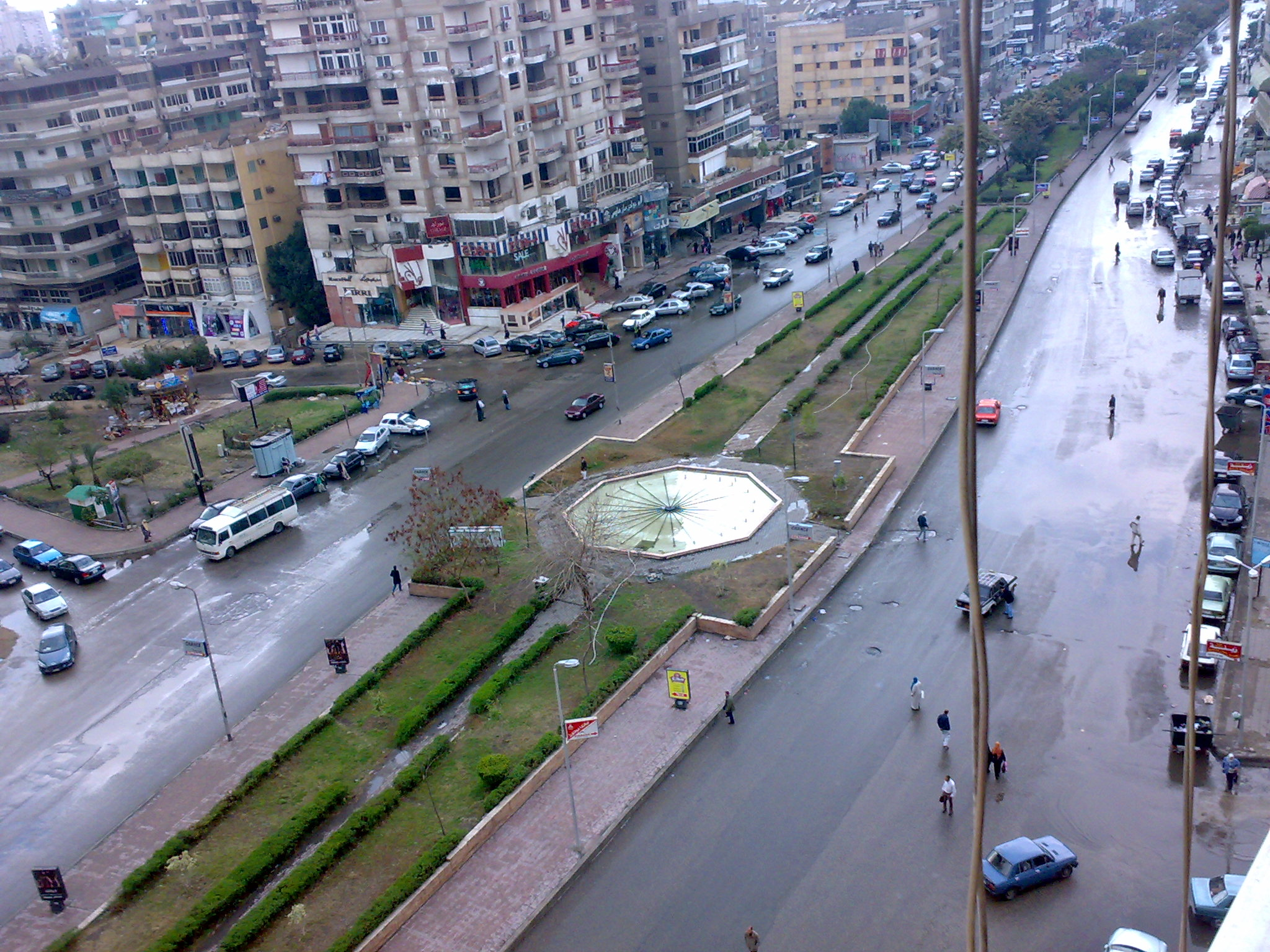
شارع عباس العقاد في يوم ممطر

شارع عباس العقاد هو شارع مشهور في حي مدينة نصر بالقاهرة، مصر. وقد سُميَ الشارع على اسم الأديب المصري عباس محمود العقاد. ويوازي الشارع شوارع:
- مكرم عبيد (سُمي الشارع على اسم مكرم عبيد باشا)
- شارع أحمد فخري.
- شارع حسن المأمون.
- شارع الطيران.

## الامتداد
يمتد الشارع من تقاطع طريق النصر إلى شارع أحمد الزمر (يسمى امتداده بشارع الميثاق) شرق الحي السابع، وفيه يقطع شارع مصطفى النحاس.

## الأهمية
يعتبر شارع عباس العقاد أحد أشهر الشوارع العمومية بمصر، لما ينتشر به من محلات فاخرة وتوكيلات أشهر المطاعم وشركات الملابس الرياضية والمول التجاري.

## الأسواق التجارية
- جنينة مول، وهو مول تجاري (مركز تجاري) أنشأه محمد جنينة الذي شارك الحلواني اليوناني تسيباس قبل التأميم. ويقع المول في شارع جانبيّ متفرع من شارع عباس العقاد الرئيسي. به 8 صالات عرض سينمائية.

## المحلات الرياضية
- أديداس
- نايك
- بوما

و العديد من محلات الملابس والأدوات الرياضية الأخرى.

## المطاعم
- مطعم أبوغالى للماكولات البحرية
- اربيز
- بيتزا بلاس
- بيتزا كينج
- بيتزا ليتل سيزرز
- بيتزا هت
- تكا
- كنتاكي
- ماكدونالدز
- مؤمن للوجبات السريعة
- مطاعم كوك دور
- شيخ البلد للكشرى
- توم اند بصل للكشري

## المقاهي
- مطعم وكافيه الخان
- ستارباكس
- سلانترو كافي
- المقهى البريطاني كوستا كافيه

## الملاهي
في آخر شارع عباس العقاد، تقع مدينة الملاهي وندرلاند، وبجوارها الحديقة الدولية.

## المدارس
تنتشر بالشارع عدة مدارس، مثل:
- مدرسة عباس العقاد.
- مدرسة سانت فاتيما.
- مدرسة رووتس (Roots).
- مدرسة سان جورج.

## وصلات خارجية
- صورة لشارع عباس العقاد نسخة محفوظة 2 أبريل 2007 على موقع واي باك مشين..